# Bill Handel
Bill Handel (ur. 25 sierpnia 1951) – amerykański założyciel Center for Surrogate pochodzenia brazylijskiego.

## Wyróżnienia
Posiada swoją gwiazdę na Hollywoodzkiej Alei Gwiazd.